# 豊川村 (熊本県)
豊川村（とよかわむら）は、熊本県の中部に位置していた村。

## 地理
- 河川：五丁川、大野川

## 歴史
- 1889年4月1日 - 浅川村、御船村、豊崎村、南豊崎村、東松崎村、砂川村が合併して発足。
- 1954年12月1日 - 松橋町、当尾村、豊福村 が合併し、新町制による松橋町が発足。

## 学校
- 豊川村立豊川小学校
- 豊川村立豊川中学校